# Osservatorio astronomico di Roma
L'osservatorio astronomico di Roma è uno degli osservatori astronomici pubblici italiani. La sede dell'Osservatorio Astronomico di Roma è a Monte Porzio Catone. Nella struttura di Monte Mario a Roma l'OAR coordina l'attività divulgativa del Museo Astronomico e Copernicano e della Torre Solare, mentre l'edificio principale è riservato alla sede centrale dell'INAF (Istituto Nazionale di Astrofisica). La stazione osservativa di Campo Imperatore, in precedenza gestita dall'osservatorio romano, dal 2017 è parte dell'osservatorio astronomico d'Abruzzo.

## Sedi

### Monte Mario

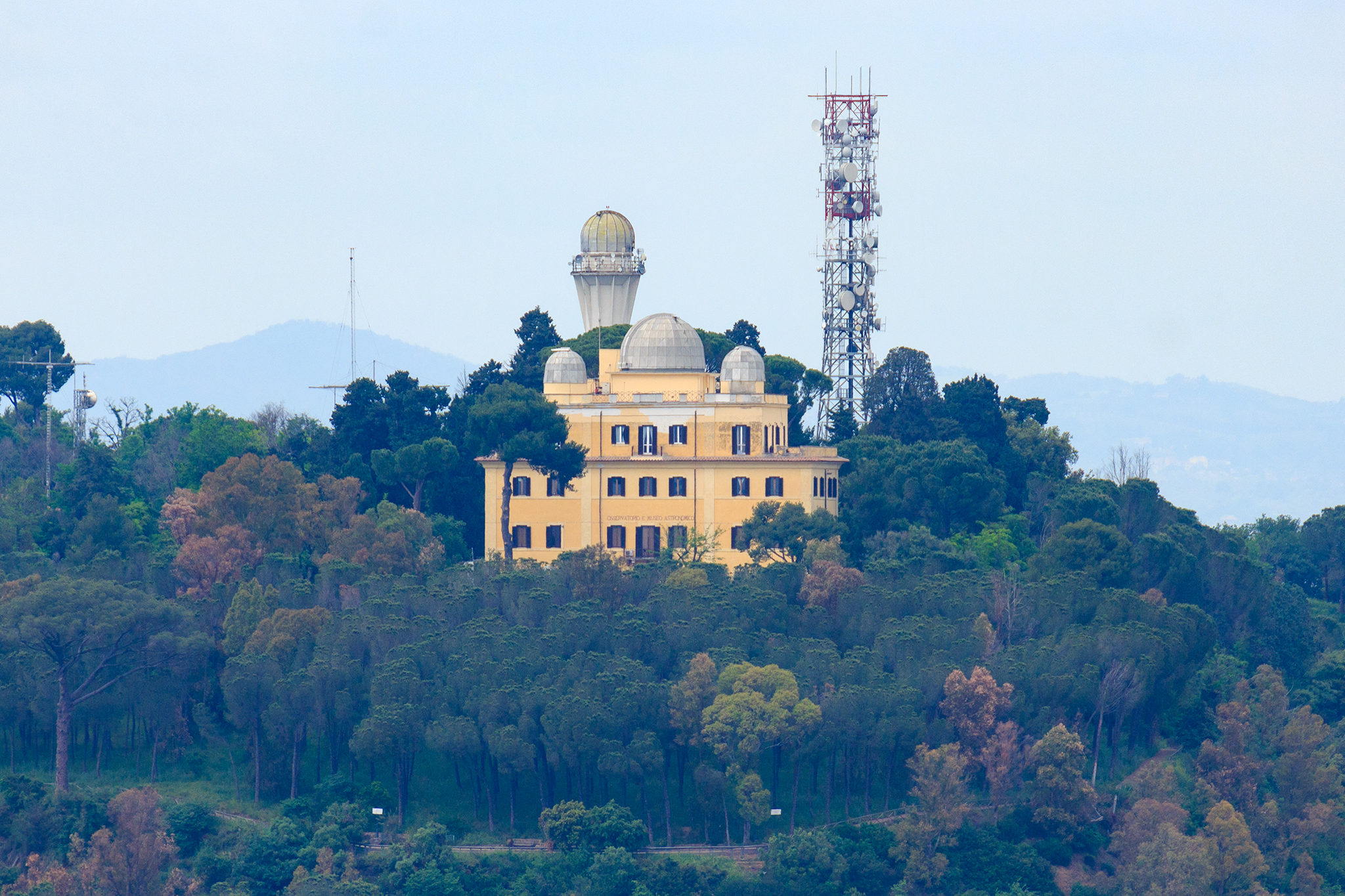
Sede di Monte Mario

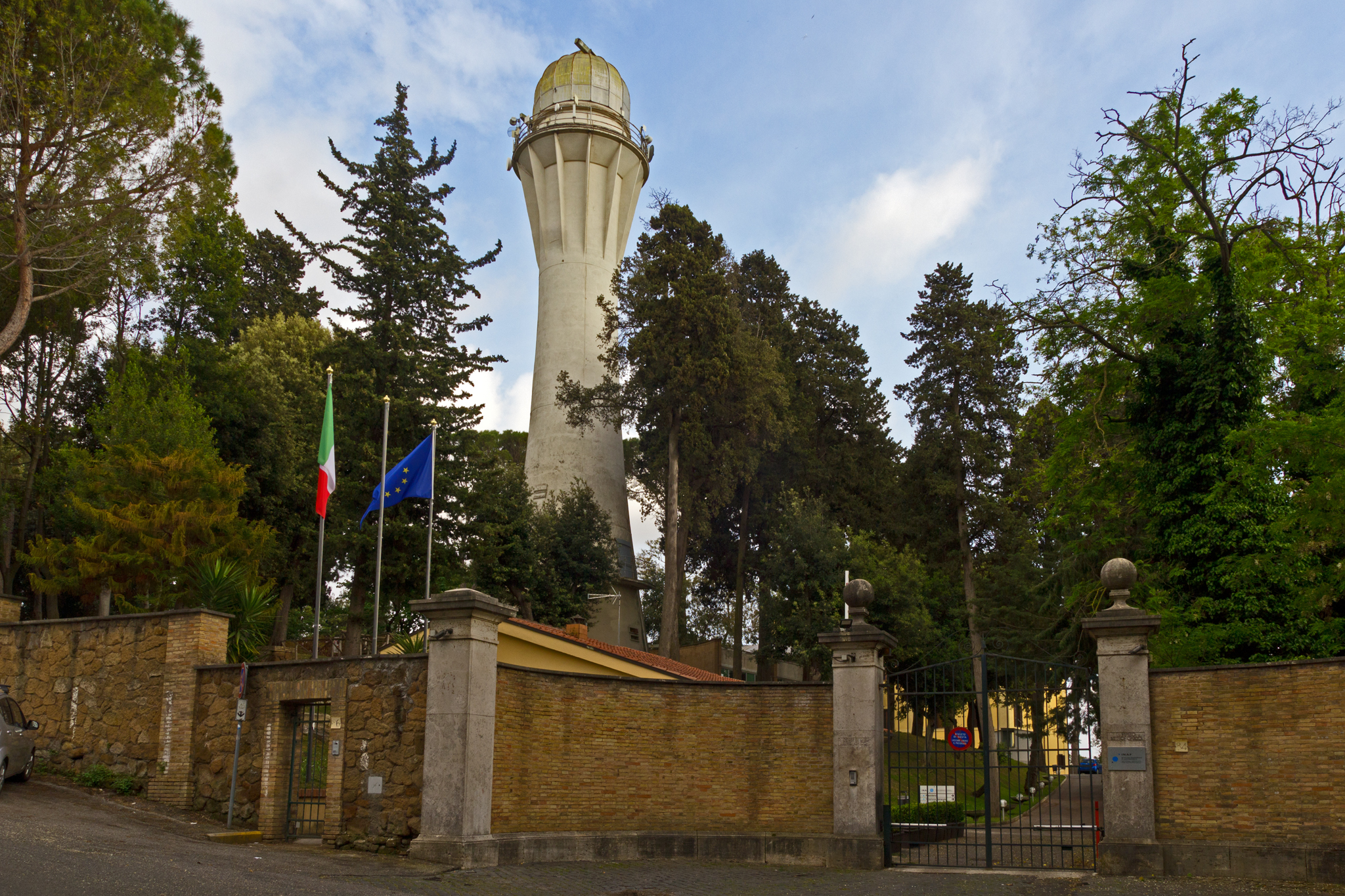
Torre solare di Monte Mario

Nel 1871 fu costruita sull'altura di Monte Mario la torre che serviva come stazione geodetica principale della cartografia italiana e riferimento per il Meridiano di Roma.
Nel 1923 furono unificati i due precedenti osservatori della capitale, quello del Collegio Romano e quello del Campidoglio, in un unico "Osservatorio astronomico di Roma". L'Osservatorio del Campidoglio infatti venne chiuso il 13 agosto 1937 e subito demolito per dare una nuova sistemazione al Palazzo Senatorio. Tuttavia, la realizzazione del nuovo osservatorio di Monte Mario avvenne con notevole ritardo rispetto ai programmi, e così soltanto Il 28 ottobre 1938, con concorso di numerose autorità, la nuova sede venne inaugurata. L'astronomo Giuseppe Armellini fu il primo direttore, che con orgoglio considerava il nuovo osservatorio di Monte Mario tra i primi d'Italia, soprattutto per essere corredato di strumenti di fabbricazione nazionale, come nello spirito dei tempi.. La sede è la quattrocentesca Villa Mellini.
La sede di Monte Mario è sede amministrativa dell'Istituto nazionale di astrofisica (INAF) dal 2002. 
Museo astronomico e copernicano e della torre solare
Il museo astronomico e copernicano fu fondato nel 1873 da Arturo Wolynski sulla base di una collezione raccolta in occasione del quarto centenario della nascita di Copernico. Nel corso degli anni la collezione fu integrata con strumenti scientifici e volumi storici appartenuti alle specole romane e ad astronomi italiani.
Il percorso museale segue l'evoluzione della strumentazione scientifico-astronomica e include cannocchiali risalenti al XVII secolo, telescopi del XIV secolo, sestanti per la misura della separazione angolare tra gli astri, astrolabi e quadranti notturni (l'astrolabio più antico risale al XII secolo). È inoltre conservata una ricca collezione di sfere armillari e di globi celesti e terrestri, tra i quali quelli costruiti da Mercatore e da Cassini.
Il museo gestisce inoltre una biblioteca di testi antichi contenente circa 4000 volumi, tra cui un codice manoscritto del XIV secolo, che raccoglie i principali testi astronomici dell'epoca, 5 incunaboli, oltre 270 cinquecentine e 450 secentine. In particolare, fra i libri di astronomia antica, spiccano le prime edizioni delle opere di Copernico, l'Almagesto di Tolomeo, il Tractatus de Sphaera di Giovanni Sacrobosco, il Theatrum Cometarum di Hevel, la Rosa Ursina di  Christoph Scheiner e le prime edizioni delle opere di Galileo Galilei.

### Monte Porzio Catone

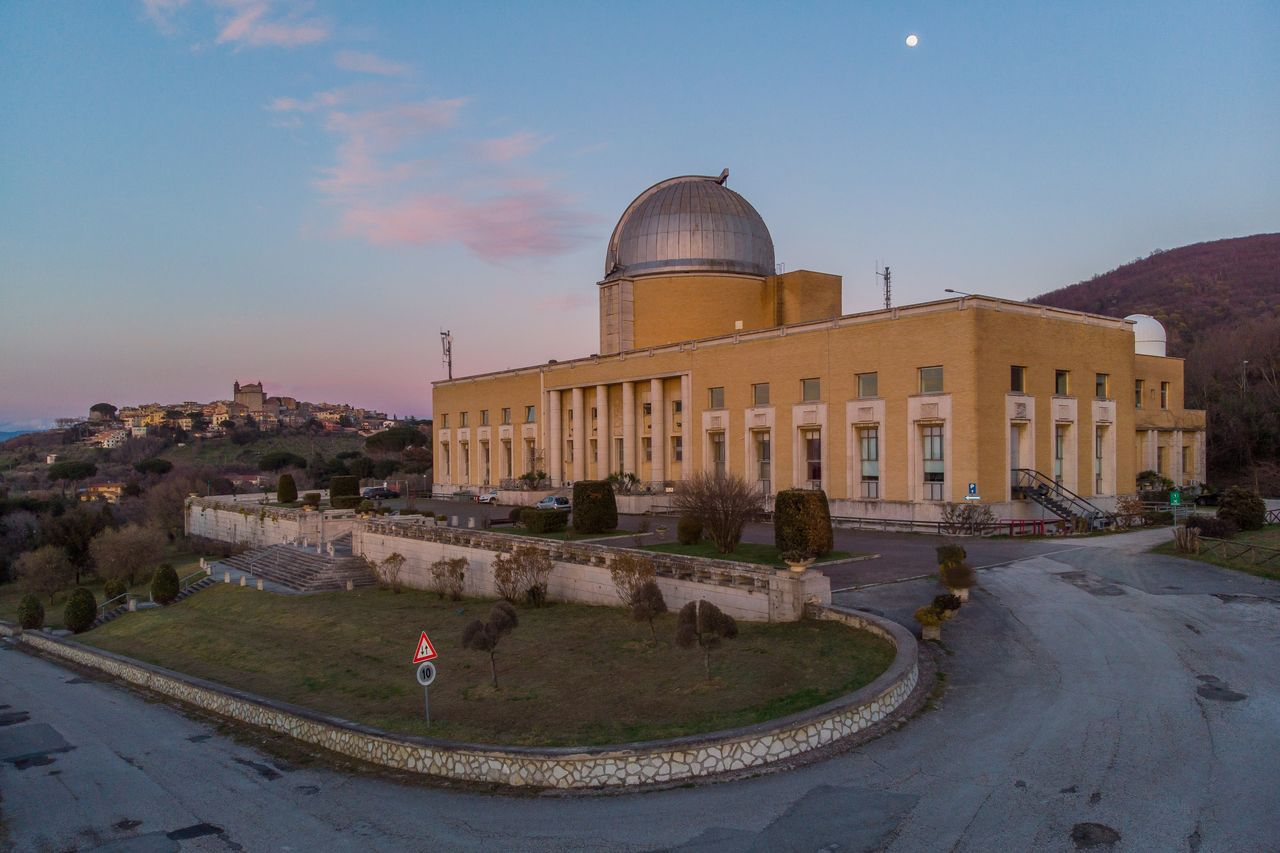
La sede principale dell'Osservatorio Astronomico di Roma a Monte Porzio Catone

La sede di Monte Porzio Catone si trova a circa 20 km a sud-est di Roma. Quasi contemporaneamente alla fondazione della sede di Monte Mario, nel 1938, è stato fondato un nuovo Osservatorio a Monte Porzio Catone, che avrebbe dovuto ospitare un grande telescopio rifrattore. Lo scoppio della seconda guerra mondiale pose fine al progetto e, nel 1948, l'edificio venne assegnato all'Osservatorio astronomico di Roma.
Dal 1988 le attività di ricerca dell'Osservatorio astronomico di Roma sono state spostate presso la sede di Monte Porzio Catone, ove sono presenti anche le strutture adibite alle attività di divulgazione scientifica, quali l'AstroLAB, La cupola degli Scozzesi (che ospita il LightLAB) e la cupola che ospita il Monteporzio Telescope (MPT).
L'attività di ricerca copre tutte le macro aree tematiche presenti nell'INAF. Negli anni ottanta e novanta la macro area scientifica che coinvolgeva più ricercatori, e quindi risultava più produttiva, era l'astrofisica stellare, con una presenza importante di ricercatori attivi in astrofisica extragalattica e astrofisica solare. A partire da metà anni novanta si sono aggiunti ricercatori attivi in astrofisica relativistica e astrofisica del sistema solare. Oggi la macro area scientifica che assorbe la maggioranza dei ricercatori è l'astrofisica extragalattica e la cosmologia.